# Жировской
Жировской (сопка Жировая) — потухший вулкан на полуострове Камчатка (Россия). Абсолютная высота — 1125 м.
Вулкан расположен на востоке Южной Камчатки. Форма вулкана представляет собой срезанный конус, поднимающийся на 400 м над плато с кальдерой 5 × 7 км, окруженный кольцевым хребтом с острым гребнем.
На дне кальдеры расположены Верхне-Мутновские источники со слабой фумарольной деятельностью. Дно кальдеры покрыто сетью веерообразно расположенных оврагов.